# Урхи, Наум Андреевич
Наум Андреевич Урхи (22 ноября 1891, деревня Ефремкасы, Аликовская волость, Ядринский уезд, Казанская губерния — 1 сентября 1984, Чебоксары) — советский чувашский переводчик, исследователь чувашского языка, редактор.
Заслуженный работник культуры Чувашской АССР (1966).

## Биография
Родился в семье крестьянина-бедняка. Рано лишившись матери и отца, пошёл в подпаски и работал по найму.
В 1903 году поступил в Аликовское двуклассное училище. Мечта получить образование и стать учителем привела его в город Симбирск, где попытался поступить в чувашскую школу к И. Я. Яковлеву. Однако ему было уже восемнадцать лет, а в школу принимали только четырнадцатилетних. Работая в столярной мастерской при Чувашской учительской школе, Н. Андреев в 1913 году в 1-й Симбирской гимназии экстерном сдал экзамены на звание учителя. С началом империалистической войны был призван в действующую армию.
После Великой Октябрьской социалистической революции работал в Комиссариате по чувашским делам при Казанском губисполкоме и в редакции журнала «Сереслекен» («Земледелец»). Его статьи печатаются в чувашских изданиях. Первые публикации связаны с практическими нуждами зарождающегося нового социально-экономического уклада, с его культурой, литературой и языком.
В 1920 году, после образования Чувашской автономной области переехал в Чебоксары, где работал в переводческом отделе, а затем сотрудником редакции чувашских газет и журналов, редактором Чувашского книжного издательства. Одновременно он заочно учился в Чувашском педагогическом институте.
С 1940 по 1943 год работал в Президиуме Верховного Совета Чувашской АССР, а затем в секторе языка Чувашского научно-исследовательского института, вплоть до выхода в 1967 на пенсию.
Скончался Н. А. Андреев 1 сентября 1984 года.

## Научная деятельность
Необычайно широк диапазон научных интересов Н. А. Андреева. Он — лингвист, фольклорист, литературовед, лексикограф. Среди его многочисленных работ такие монографические исследования, «Стилистика чувашского языка» в трех книгах «Лексикография чувашского языка», заложившие основу научного изучения стилистики и лексикологии чувашского языка.
Его исследования именных частей речи вошли в книгу «Материалы по грамматике современного чувашского языка», а высказанные им идеи об использовании словообразовательных аффиксов для нужд современного чувашского языка не потеряли своей актуальности и поныне.
Он оставил ценные работы по истории чувашского языка и исторической лексикологии. Им создано несколько терминологических словарей, а также много терминов по астрономии, ботанике, зоологии, географии, которые прочно вошли в школьные учебники и, следовательно, обогатили современный чувашский язык.
Он также плодотворно работал как переводчик художественной литературы. Общественно-политической, сельскохозяйственной, научно-популярной и детской литературы и как составитель школьных учебников и пособий.
Заметным вкладом в чувашскую литературу явился его перевод на чувашский язык «Фауста» Гёте, опубликованный в 1979 году. Начав эту работу в молодые годы, он завершил её в восьмидесятилетнем возрасте. Этот перевод был отмечен и зарубежной прессой.
В 1970–80 А. разрабатывал проблемы ирано-чувашских этнокультурных и языковых связей.
Наум Урхи принадлежал к числу видных чувашских языковедов, научные интересы которого были более всего связаны с историей, лексикологией, грамматикой и стилистикой чувашского языка.

## Награды и премии
Ветеран труда. Награждён Почетной грамотой Президиума Верховного Совета Чувашской АССР, занесен в городскую Юбилейную книгу Почета Чебоксар за достигнутые успехи в труде, ему присвоено почетное звание заслуженного работника культуры Чувашской АССР за достигнутые успехи в книжно-журнальной работе.